# Кокорашти (Олт)
Кокорашти (рум. Cocorăști) насеље је у Румунији у округу Олт у општини Плешоју. Oпштина се налази на надморској висини од 145 m.

## Становништво
Према подацима из 2002. године у насељу је живело 554 становника, од којих су сви румунске националности.